# Eumene di Alessandria
Eumene (Egitto, ... – Alessandria d'Egitto, 143) fu il settimo vescovo di Alessandria d'Egitto.
Fu pastore della diocesi dal 131 fino alla sua morte, avvenuta nel 143.